# نقره‌ماهی
نقره‌ماهی (نام علمی: Bramidae) نام یک تیره از زیرراسته سوف‌ماهی‌شکلیان است.